# Большая Нисогора
Большая Нисогора — деревня в Лешуконском районе Архангельской области. Входит в состав Лешуконского сельского поселения.

## География
Деревня расположена в северной части области на расстоянии примерно в 13 километрах по прямой к северо-западу от районного центра села Лешуконское.
Часовой пояс
Деревня Большая Нисогора как и вся Архангельская область, находится в часовой зоне МСК (московское время). Смещение применяемого времени относительно UTC составляет +3:00.

## Население
| 2002 | 2010 | 2012 |
| ---- | ---- | ---- |
| 79   | ↘40  | ↘38  |

Национальный состав
Согласно результатам переписи 2002 года, в национальной структуре населения русские составляли 98 % из 79 чел..